# Rivière-Pilote
Rivière-Pilote è un comune francese di 13.543 abitanti situato nel dipartimento d'oltre mare della Martinica.